# Sukeban Deka the Movie 2: Counter-Attack from the Kazama Sisters
Sukeban Deka the Movie 2: Counter-Attack from the Kazama Sisters (ス ケ バ ン 刑事 風 間 三 姉妹 の 逆襲, Sukeban Deka Kazama San Shimai no Gyakushū) è un film del 1988 diretto da Hideo Tanaka.
È un film giapponese live action, sequel della serie TV Sukeban Deka III: Shōjo Ninpō-chō Denki, basato sulla serie manga Sukeban deka che è stata scritta e illustrata da Shinji Wada. È interpretato dal protagonista della serie TV Yui Asaka.
Il film è stato seguito da un terzo film non correlato intitolato Yo-Yo Girl Cop nell'anno 2006

## Trama
Dopo gli eventi di Sukeban Deka III , il diciassettenne Saki Asamiya III, Yui Kazama, lavora per il Juvenile Security Bureau, un'espansione del progetto Sukeban Deka. Questa organizzazione è guidata dal politico Kuraudo Sekin, che combatte la criminalità minorile in modi drastici che includono esecuzioni sommarie, esemplificate dalle armi yo-yo a tripla lama dei suoi agenti studenti. Tuttavia, quando i metodi di Sekin diventano troppo zelanti, Yui lascia l'ufficio e si rifiuta di intraprendere missioni sotto copertura per loro.
Yui cerca di riprendere la sua vita normale insieme alle sue sorelle maggiori Yuka e Yuma, ma alla fine torna in azione dopo aver appreso che Sekin ed i suoi agenti stanno organizzando attacchi terroristici e incolpandoli di una banda chiamata Outcast League . Dopo aver scoperto che l'obiettivo reale di Sekin è rovesciare il governo giapponese, le sorelle Kazama sono costrette a collaborare con gli emarginati e il loro disincantato leader Kei per fermare Sekin.